# Mickey Kantor

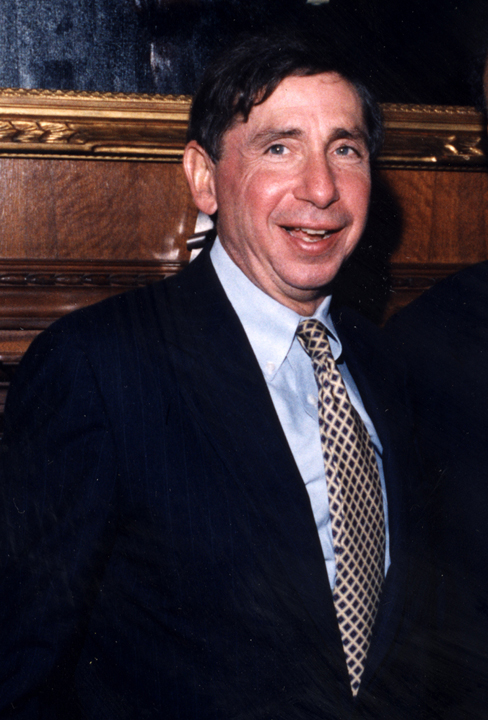
Mickey Kantor

Michael "Mickey" Kantor, född 7 augusti 1939 i Nashville, Tennessee, är en amerikansk demokratisk politiker. Han var kampanjordförande för demokraternas Clinton och Gore i presidentvalet i USA 1992. Han var USA:s handelsrepresentant 1993-1997 och tjänstgjorde dessutom som handelsminister 1996-1997 efter Ron Browns död i en flygolycka.
Kantor utexaminerades 1961 från Vanderbilt University. Han tjänstgjorde sedan som officer i USA:s flotta. Han avlade 1968 juristexamen vid Georgetown University och arbetade sedan som advokat. Hustrun Valerie Woods Kantor omkom 1978 i en flygolycka. Han gifte om sig 1982 med Heidi Schulman. Russell Kantor, Kantors son från första äktenskapet, omkom 1988 i en bilolycka.
Kantor var kampanjordförande (campaign chair) för demokraternas kampanj i presidentvalet 1992, medan James Carville bar det operativa ansvaret som kampanjchef (campaign manager).
Som USA:s handelsrepresentant fick Kantor delta i förhandlingarna som ledde till grundandet av Världshandelsorganisationen WTO. Handelsministern Ron Brown omkom 1996 i en flygolycka. Kantor tjänstgjorde som handelsminister till slutet av Bill Clintons första mandatperiod som president och efterträddes av William M. Daley. Charlene Barshefsky efterträdde Kantor som USA:s handelsrepresentant.